# The Flaming Sideburns
The Flaming Sideburns es una banda de rock originaria de Helsinki, Finlandia.

## Historia
La banda se formó en verano de 1995, al juntarse el cantante argentino, Eduardo Martínez, y los finlandeses, The Punisher, Vilunki 3000, Ski Williamson y Jay Burnside. Todos procedían de otras bandas, como Jack Meatbeat & the Underground Society, Isabel's Pain, Larry And The Lefthanded, Teenage Kicks o Lowdown Shakin' Chills.
Publicaron su primer sencillo, «Close to Disaster» en 1997, que les valió firmar con el sello discográfico danés Bad Afro. Publicaron un álbum recopilatorio, It's Time to Testify...Brothers And Sisters, en 1999 y su álbum de debut, Hallelujah Rock'n'Rollah, en el año 2001. Su segundo álbum, Sky Pilots, fue publicado por el sello Ranch en el año 2003. Ambos discos fueron publicados en Estados Unidos por el sello Jetset Records. Su tercer disco de estudio, Keys to the Highway, fue publicado el 31 de enero de 2007.

## Miembros
| - Eduardo Martínez - voz (1995-presente) - Ski Williamson - Guitarra (1995-presente) - Jay Burnside - batería (1995-presente) - The Punisher - Bajo (1995-presente) - Jeffrey Lee Burns - Guitarra (1996-2001, 2018-) | - Vilunki 3000 - Guitarra (1995-1996) - Johnny Volume - Guitarra (2000-2003) - Peevo de Luxe - Guitarra (2003-2016) |

## Discografía
| - It's Time to Testify ... Brothers and Sisters (Bad Afro, 1999) - Hallelujah Rock'n'Rollah (Bad Afro, 2001) - Save Rock'n'Roll (Jetset, 2002) - Sky Pilots (Ranch/Jetset, 2003 / Bitzcore 2004) - Back to the Grave (Bad Afro, 2006) - Keys to the Highway (Ranch, 2007) - Bama Lama Boogaloo! (Smokin' Troll, 1997) - It's Time to Testify Again (No Fun, 2002) - Mobile Graceland (Lonestar, 2005) - Burn Rock'n'Roll (Rastrillo, 2006) | - Close to Disaster (Metamorphos, 1997) - Get Down or Get Out (Bad Afro, 1998) - It's Time to Testify (Bad Afro, 1998) - Jaguar Girls (Estrus, 1999) - Cantan en Español (Safety Pin, 2000) - Loose My Soul (Bang, 2000) - Street Survivor (Bad Afro, 2001) - Loose My Soul (Bad Afro/Spinefarm, 2001) - World Domination (Sweet Nothing, 2001) - Live! (Fandango, 2001) - Flowers (Bad Afro/Spinefarm, 2002) - Bam-A-Lam en Español, vol 2 (Safety Pin, 2002) - Let Me take You Far (Ranch 2003 / Lonestar 2004) - Since the Beginning (Ranch 2003 / Lonestar 2004) - Save Rock'n'Roll (Ranch 2003) - Lost Generation (Ranch 2006) - Count Me Out (Bad Afro 2006) - En Español, vol 3 (El Beasto 2010) |